# Challenger de Forli V 2022
El torneo Città di Forlì V 2022 fue un torneo de tenis perteneció al ATP Challenger Tour 2022 en la categoría Challenger 80. Se trató de la 7ª edición; el torneo tuvo lugar en la ciudad de Forli (Italia), desde el 21 hasta el 27 de febrero de 2022 sobre pista dura bajo techo.

## Jugadores participantes del cuadro de individuales
| Favorito | País                            | Jugador          | Rank1 | Posición en el torneo |
| -------- | ------------------------------- | ---------------- | ----- | --------------------- |
| 1        | Bandera de República Checa      | Tomáš Macháč     | 115   | Cuartos de final      |
| 2        | Bandera de Bosnia y Herzegovina | Damir Džumhur    | 140   | Primera ronda         |
| 3        | Bandera de Italia               | Salvatore Caruso | 150   | Segunda ronda         |
| 4        | Bandera de Alemania             | Mats Moraing     | 153   | Segunda ronda         |
| 5        | Bandera de Francia              | Hugo Grenier     | 157   | Primera ronda         |
| 6        | Bandera de Ucrania              | Illya Marchenko  | 160   | Segunda ronda         |
| 7        | Bandera de Bélgica              | Zizou Bergs      | 169   | Segunda ronda         |
| 8        | Bandera de Italia               | Franco Agamenone | 179   | Primera ronda         |

- 1 Se ha tomado en cuenta el ranking del 14 de febrero de 2022.

### Otros participantes
Los siguientes jugadores recibieron una invitación (wild card), por lo tanto ingresan directamente al cuadro principal (WC):
- Matteo Arnaldi
- Flavio Cobolli
- Stefano Napolitano

Los siguientes jugadores ingresan al cuadro principal tras disputar el cuadro clasificatorio (Q):
- Andrea Arnaboldi
- Elmar Ejupović
- Gianmarco Ferrari
- Francesco Maestrelli
- Michael Mmoh
- Alexander Ritschard

## Campeones

### Individual Masculino
- Jack Draper derrotó en la final a  Alexander Ritschard, 3–6, 6–3, 7–6(8)

### Dobles Masculino
- Marco Bortolotti /  Vitaliy Sachko derrotaron en la final a  Victor Vlad Cornea /  Fabian Fallert, 7–6(5), 3–6, [10–5]